# Dimorphognathia heroae
Dimorphognathia heroae är en kräftdjursart som beskrevs av Jürgen Sieg 1986. Dimorphognathia heroae ingår i släktet Dimorphognathia, överfamiljen Paratanaoidea, ordningen tanaider, klassen storkräftor, fylumet leddjur och riket djur. Inga underarter finns listade i Catalogue of Life.